# Malacothrix
Malacothrix es un género de plantas con flores perteneciente a la familia  Asteraceae. Es originario de Norteamérica. La mayoría se encuentran en América del Norte y algunos se han introducido a América del Sur. Tienen algunas flores en forma de campana o como margaritas, por lo general en tonos amarillos.
Malacothrix tal como se definen aquí (que contiene cerca de 22 especies) no parece ser monofilético. Algunas de sus especies están relacionadas con Atrichoseris, mientras que un segundo grupo está más estrechamente relacionado con Anisocoma y Calycoseris.

## Especies
- Malacothrix californica DC.
- Malacothrix clevelandii Gray
- Malacothrix coulteri Harvey et Gray
- Malacothrix crispifolia W.S.Davis
- Malacothrix fendleri Gray
- Malacothrix floccifera (DC.) Blake
- Malacothrix foliosa Gray
- Malacothrix glabrata (A.Gray ex D.C.Eaton) A.Gray
- Malacothrix incana (Nutt.) Torr. et Gray
- Malacothrix indecora Greene
- Malacothrix insularis Greene
- Malacothrix intermedia W.S.Davis
- Malacothrix junakii W.S. Davis
- Malacothrix phaeocarpa W.S. Davis
- Malacothrix polycephala W.S.Davis
- Malacothrix saxatilis (Nutt.) Torr. et Gray
- Malacothrix similis W.S.Davis et Raven
- Malacothrix sonchoides (Nutt.) Torr. et Gray
- Malacothrix sonorae W.S.Davis et Raven
- Malacothrix squalida Greene
- Malacothrix stebbinsii W.S.Davis et Raven
- Malacothrix torreyi Gray